# Waverider (cómic)
Waverider (traducido como Montador de olas) es el nombre de tres personajes ficticios, todos superhéroe en el universo de DC Comics. Waverider es un viajero del tiempo que se fusionó con el flujo de tiempo. El primero en portar el manto fue creado por Archie Goodwin y Dan Jurgens. La primera versión del personaje, Matthew Ryder, apareció por primera vez en Armageddon 2001 #1 (mayo de 1991). Una segunda versión del personaje es una contraparte de la línea de tiempo alternativa y compañero del original (el mismo pero de una línea de tiempo diferente), que se convirtió en Waverider después de la muerte de su doppelgänger superpotente durante la historia Hora Cero: Crisis en el tiempo (septiembre de 1994).
Una tercera versión del personaje apareció por primera vez en Convergence: Booster Gold #2 (julio de 2015) llamado Michael Jon Carter, es una versión renacida de Booster Gold anterior al evento Flashpoint. Después de trasnformarse en Waverider, el resulta fundamental para salvar el multiverso en Convergencia #8. Sus poderes son los mismos que los de Waverider original, pero su conocimiento e historia son los de Booster Gold.

## Biografía de los personajes
En el año 2030, el mundo había sido gobernado por un villano llamado Monarch, que destruyó a todos los superhéroes de la Tierra. Matthew Ryder, un científico, que recordó la época en que era niño y que fue salvado por un superhéroe de un edificio que se derrumba, decidió luchar contra la dictadura de Monarch. Matthew descubrió que Monarch podría haber sido un antiguo héroe, por lo que Matthew construyó una máquina del tiempo para viajar al pasado y descubrir qué héroe se convertiría en Monarch. A diferencia de los sujetos de prueba anteriores que habían muerto cuando probaron la máquina del tiempo, Matthew sobrevivió. Sin embargo, se fusionó con el flujo de tiempo y se le otorgaron numerosos poderes, dos de ellos para viajar en el tiempo a voluntad y predecir el futuro de una persona. Con sus nuevos poderes y apariencia, Matthew tomó el nombre de superhéroe Waverider.
Haciendo su camino en el año 1991, Waverider predijo el futuro de numerosos héroes en su búsqueda de Monarch. Cuando Waverider accidentalmente entró en contacto con el Capitán Átomo, la interacción de sus poderes resultó en una gran cantidad de energía temporal que se desataba. Esto creó una apertura en el campo cuántico, que permitió a Monarch, que había estado monitoreando las acciones de Waverider, viajar hacia atrás en el tiempo para asegurar su propia existencia. Cuando Monarch más tarde mató a Dove, su compañero Hawk se enfureció, venció a Monarch y lo desenmascaró, solo para ver que Monarch era el mismo Hawk.

### Después de Armageddon
Waverider y varios héroes que él reunió derrotaron a un ser demoníaco llamado Abraxis. Más tarde, mientras Waverider estaba viajando a través de la corriente de tiempo, se encontró con un doppelgänger de línea de tiempo alternativo de sí mismo, que todavía era un humano regular (ya que el reinado futuro de Monarch había sido borrado). Después de esto, Matthew Ryders se unió a los Hombres Lineales, un grupo que contenía seres que viajaban en el tiempo y que protegían el flujo de tiempo. A pesar de la política de no intervención de los hombre lineales en la línea de tiempo, hasta el punto de que Waverider se desanimó de evitar la muerte de Superman durante su primera batalla con Doomsday, Waverider acudió en ayuda de Superman cuando descubrió que Doomsday había vuelto a la vida y ahora estaba trabajando con el Cyborg Superman. Reconociendo el peligro de la existencia de Doomsday, Waverider le mostró a Superman una visión detallada del pasado para explicar las circunstancias del origen del Doomsday como un ser genéticamente modificado capaz de evolucionar para superar cualquier cosa que demostrara ser capaz de matarlo. Waverider también descubrió que el odio de Doomsday hacia Superman se debía a los orígenes traumáticos de Doomsday en Krypton, dejándolo con un odio profundamente arraigado hacia los kryptonianos. Los dos héroes aparentemente derrotaron al monstruo llevándolo al final de los tiempos, donde el prisma del fin del mundo fue destruido por la entropía cuando el universo mismo colapsó.
Más tarde, durante el evento Hora cero, Waverider fue asesinado por Extant, quien había evolucionado de Monarch. Sin embargo, su ser alterno, Matthew Ryder, todavía estaba vivo, y fue contactado por Metrón poco después. Metrón le dijo a Matthew que tenía que convertirse en Waverider, y que él era el único que podía usar el viaje en el tiempo para salvar el universo. Luego, Matthew se transformó en una nueva versión de Waverider y asumió el papel que desempeñó su yo anterior: ayudar a un selecto grupo de héroes a vencer el esfuerzo de Extant y Parallax de recrear el tiempo de la manera en que Extant y Parallax lo deseaban activando su propio Big Bang con la ayuda de Damage.

### Muerte
Junior y Georgia, dos descendientes del villano Doctor Sivana, reconstruyeron la esfera de Suspendium de su padre, lo que les permitió viajar en el tiempo. Aunque pudieron abrir una puerta de enlace en el pasado, finalmente tuvieron que detener su experimento. Justo antes de apagar la máquina, vieron a Waverider en la corriente temporal, pero no lo reconocieron. Más tarde, Waverider fue visto hablando con el moribundo Time Commander, uno de los antiguos villanos que viajaban en el tiempo y que Waverider había intentado reclutar en sus esfuerzos por salvar la línea de tiempo. Skeets, infectado y controlado por Mister Mind, llegó y mató al Time Commander. Luego le preguntó a Waverider dónde y "cuándo" Rip Hunter estaba en el flujo de tiempo. Cuando Waverider se negó a contarle a Skeets la respuesta, Skeets torturó brutalmente a Waverider. Skeets más tarde dio a entender que mató a Waverider y llevaba su piel.

### Mujeres lineales
Black Beetle, Despero, Ultra-Humanidad y Per Degaton tenían la intención de encontrar a Rip Hunter y matarlo, para que el flujo de tiempo ya no fuera custodiado. Black Beetle llevó a sus aliados a un punto de fuga destruido y reveló que Rip Hunter y los hombres lineales nunca estuvieron de acuerdo sobre cómo manejar el tiempo. También reveló que Rip Hunter, cansado de la interferencia de los Hombre Lineales, los encerró en una celda de Vanishing Point. Los cuatro villanos encontraron la celda y la abrieron, viendo a Matthew Ryder y Liri Lee vivos en ella. Black Beetle le pide a los Hombres Lineales que ayuden a devolverle la vida a Waverider. Pero Supernova evita que Black Beetle tenga éxito, y envía a los Time Stealers de vuelta al presente, aunque Black Beetle escapa, mientras los Hombres Lineales siguen a Black Beetle. Luego se teletransportan a través del tiempo para buscar el cadáver de Waverider en el desolado páramo del futuro de la Tierra. Después de que Black Beetle encuentra el cadáver de Waverider, los cruza doblemente, revelando su plan de usar el poder de Waverider para volverse invulnerable. Black Beetle intenta fusionarse con el poder del cadáver de Waverider, pero se ve frustrado por Supernova. En cambio, Liri se fusiona con el cadáver de Waverider para convertirse en la Mujer Lineal, luego de lo cual Black Beetle escapa. Rip Hunter y el resto de los maestros del tiempo luego llegan. Sin embargo, Mujer Lineal se niega a aceptar las reglas del viaje en el tiempo de Rip Hunter, y se teletransporta a sí misma y a Matthew a través de la corriente temporal.

### Convergencia
Como el Booster Gold anterior a "Flashpoint" está muriendo debido a un viaje en el tiempo excesivo, su hijo, Rip Hunter, hizo que el Booster de New 52 lo llevara a Vanishing Point, donde el Booster original es llevado a una habitación secreta. El original entrega su cuerpo al flujo de tiempo y emerge como una nueva versión de Waverider. Waverider luego lleva al otro Booster y su hermana, Goldstar, al planeta Telos, donde resucitan la versión divina de Brainiac responsable de la crisis de Convergencia y lo convencen de que lo deshaga.

## Poderes y habilidades
Waverider puede viajar en el tiempo a voluntad, y es capaz de acceder al flujo de tiempo y monitorearlo. También puede acceder al aura de una persona y, al tocarla, puede predecir su futuro más probable en cualquier momento de su vida. Cuando recibió sus poderes por primera vez, su apariencia completa se transformó de un hombre de aspecto normal en un ser con cabello parecido al fuego y piel amarilla con un contorno negro en la parte posterior de su cuerpo. Waverider también puede volar a la velocidad de la luz, puede disparar ráfagas de energía cuántica y puede volverse invisible e intangible.

## En otros medios

### Televisión

#### Acción en vivo
- En la serie de televisión Legends of Tomorrow, la nave de tiempo de Rip Hunter se llama Waverider, con Gideon sirviendo como la nave A.I.[17]

#### Animado
- Waverider apareció por primera vez en la serie animada Liga de la Justicia Ilimitada como miembro de la gran Liga de la Justicia. No tuvo apariciones como orador y solo realizó cameos muy breves en algunos episodios, especialmente en la temporada 1, episodio 1, "Iniciación"; temporada 2, episodio 8, "Luna de Cazadores"; y la temporada 2, episodio 12, "Divididos Caeremos".

### Juguetes
- Una figura de acción del personaje se incluyó como parte de la línea de juguetes Linea de juguetes de la Liga de la Justicia Ilimitada de Mattel a principios de 2006.